# 未来科学城站
未来科学城站位于北京市昌平区北七家镇鲁疃村北京未来科学城东区南部地区未来科学城路与英才南一街交叉处，是北京地铁17号线的地铁车站，于2023年12月30日启用。保利发展在本站设有上盖项目保利·未来大都汇。

## 历史
本站工程名为未来科技城南区站，2021年7月在17号线沿线车站命名预案中称未来科学城南站，2023年6月28日定名为未来科学城站，同年12月30日首班车起投入运营。

## 车站结构
未来科学城站为地下三层三跨岛式车站，呈南北走向，总长496.8米，主体结构总宽23.7米，站台层总长375.1米，有效站台长度186米，站台总宽度为14米。特别地，本站的站厅中部由于需引入公交换乘厅，布置为非付费区，站厅也被分为南北两个付费区。
本站吊顶布置有名为《苍穹未来》的公共艺术作品。
| 地面 |                    | 出入口                                  |  |  |
| B1层 | 夹层               | C口下沉广场、公交换乘厅                 |  |  |
| B2层 | 站厅               | 票务服务、自动售票机、进出站闸机        |  |  |
| B3层 |                    | █ 17号线 往未来科学城北（未来科学城北） |  |  |
|      | 岛式站台，左侧开门 |                                         |  |  |
|      |                    | █ 17号线 往工人体育场（天通苑东）       |  |  |

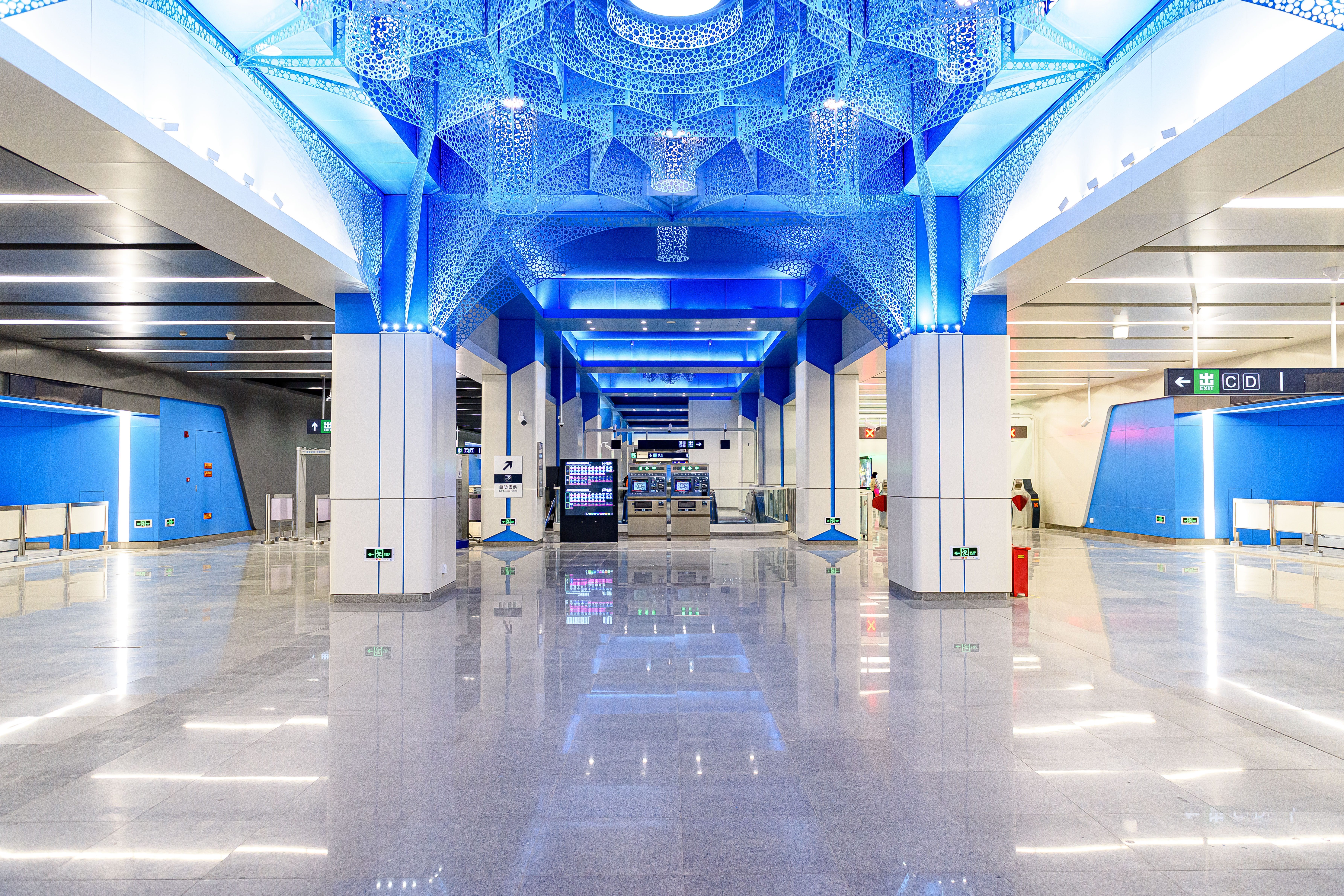
站厅中部
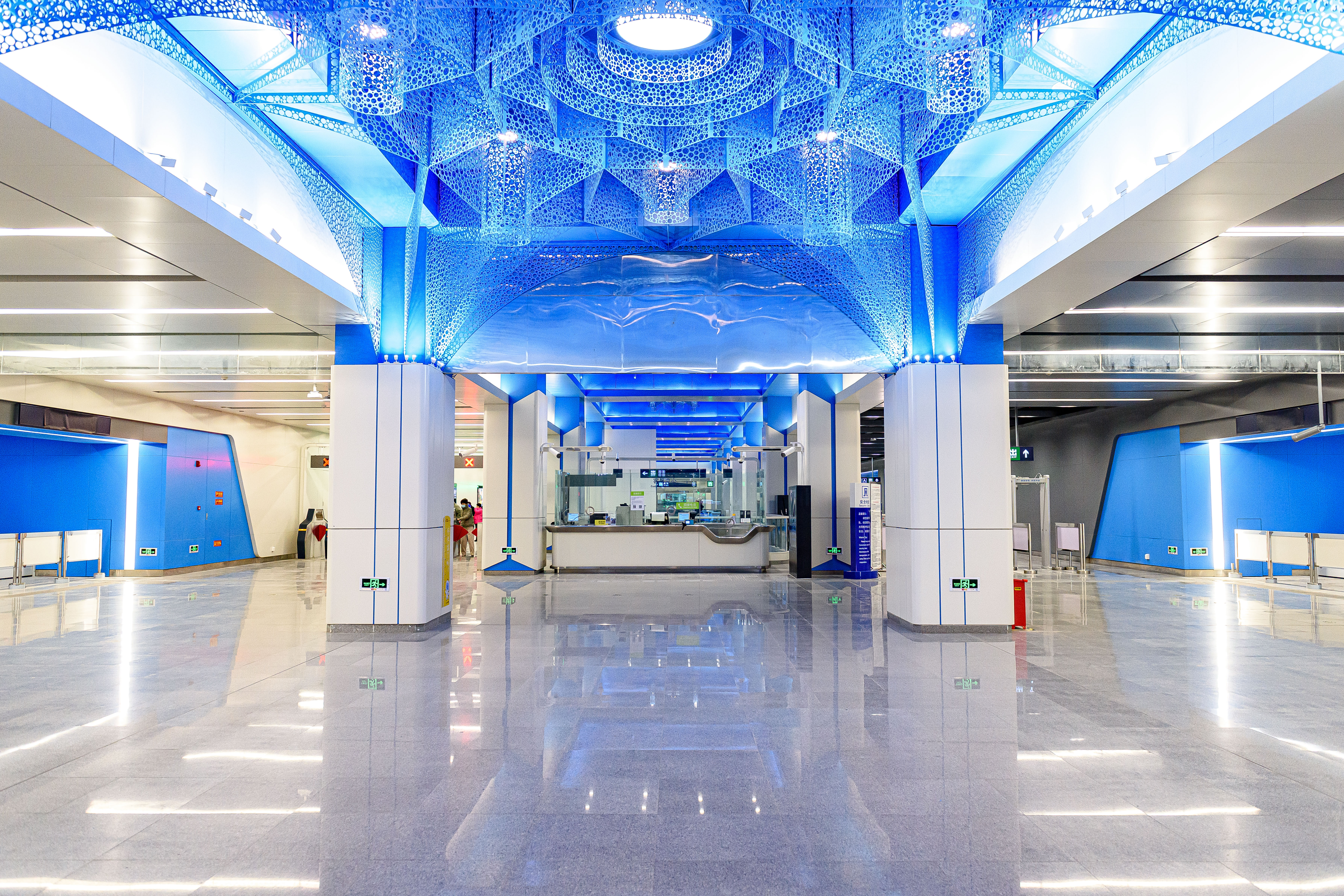
站厅中部
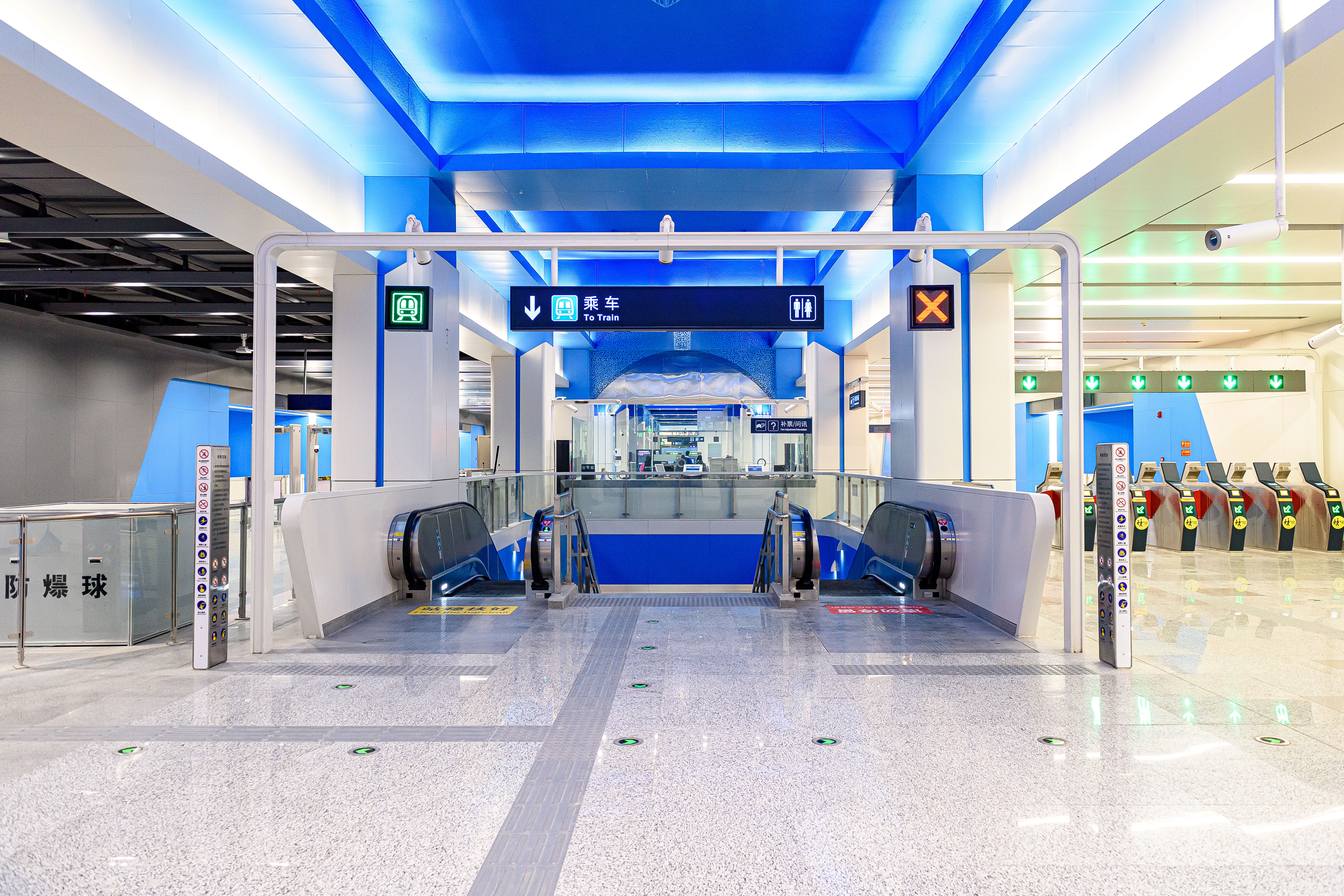
站厅北部付费区
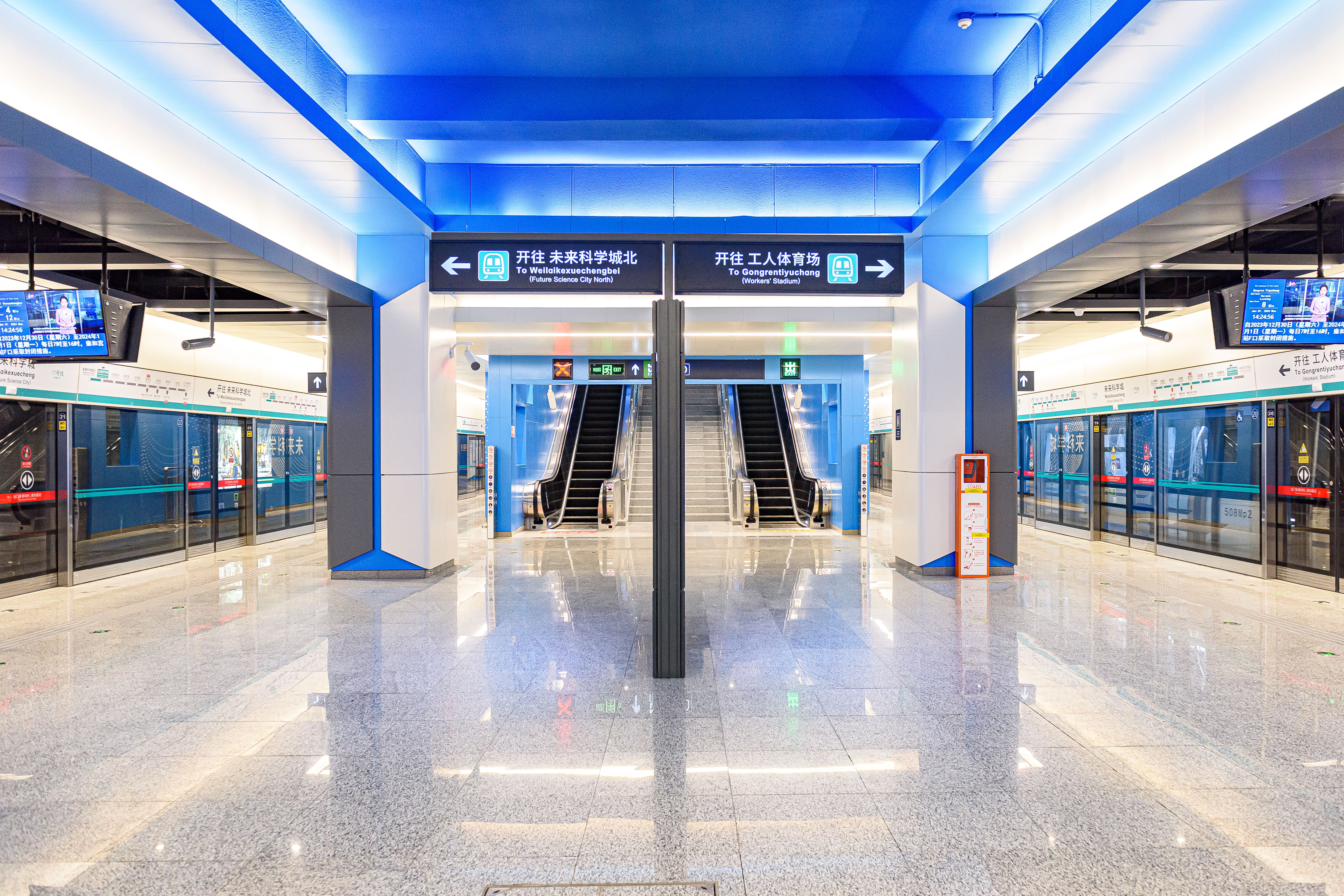
站台中部

## 出入口
本站目前开放4个出入口。
|                       |              |                          |      |                |
| 編號                  | 指示         | 建議前往的目的地         | 图片 | 无障碍设施图片 |
| 出口 · A · 升降机标志 | 英才南一街   | 英才南一街、岭上东路     |      |                |
| 出口 · B              | 未来科学城路 | 未来科学城路、英才南一街 |      | 不適用         |
| 出口 · C              | 英才南一街   | 英才南一街、未来科学城路 |      | 不適用         |
| 出口 · D              | 未来科学城路 | 未来科学城路、英才南二街 |      | 不適用         |
| （暂缓开通）          | 公交换乘大厅 |                          |      | 不適用         |
| （暂缓开通）          | 公交换乘大厅 |                          |      | 不適用         |
| 註： 設有             |              |                          |      |                |